# موچ (میکرونزی)

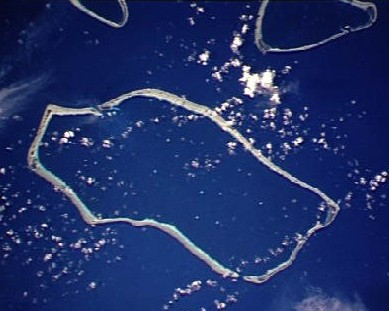
تصویر ماهواره‌ای آبسنگ ساتاوان که دهکده موچ روی آن واقع شده است

موچ یک دهکده در ایالت چوک، ایالات فدرال میکرونزی است. این دهکده بر روی آب‌سنگ حلقوی ساتاوان درمیانه اقیانوس آرام قرار دارد.